# Eugène Casalis

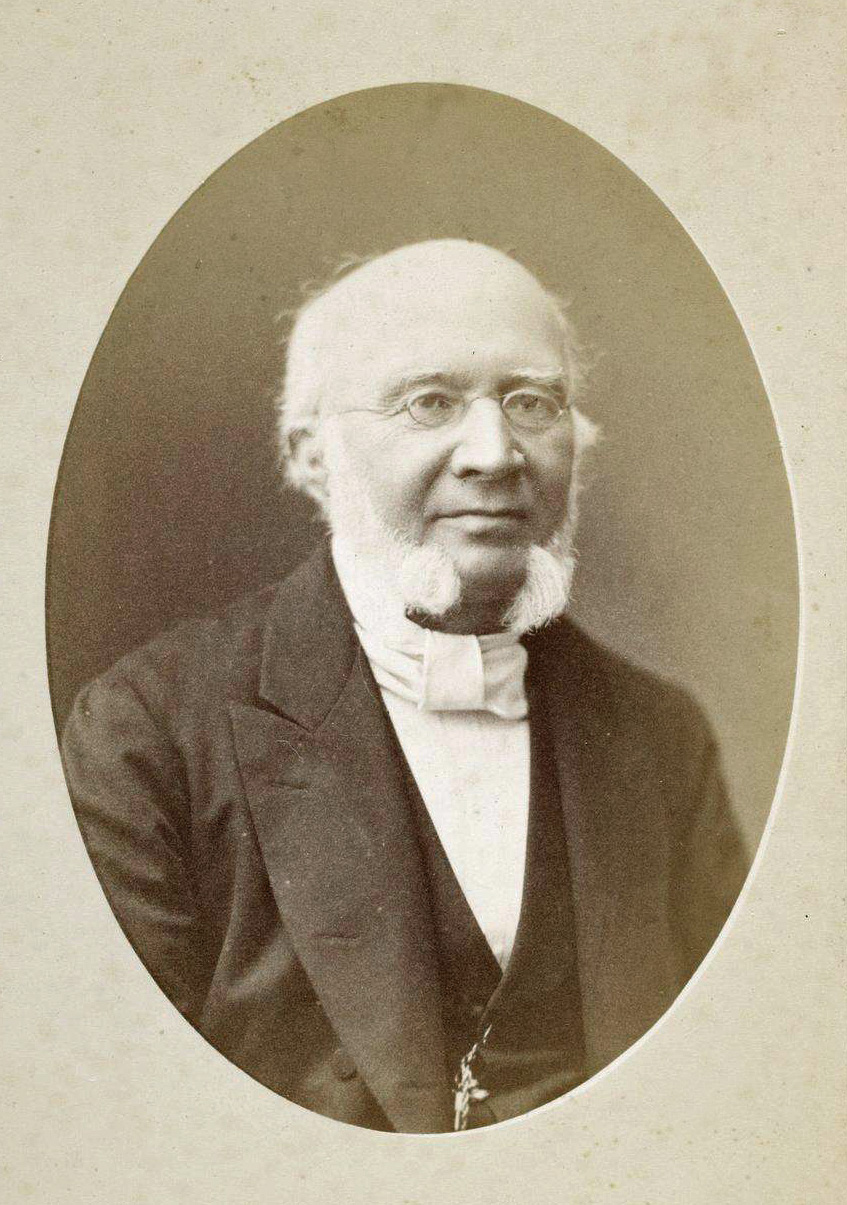
Eugène Casalis

Jean Eugène Casalis (* 21. November 1812 in Orthez; † 9. März 1891 in Paris; auch Eugen Casalis) wurde 1825 durch den Wanderprediger Henri Pyt aufgenommen sowie erzogen und war ein französischer protestantischer Missionar der Société des missions évangéliques de Paris (etwa: „Pariser evangelische Missionsgesellschaft“) und Ethnologe, der die protestantische Mission bei den Basotho im heutigen Lesotho im Südlichen Afrika begründete. Er war Mitglied der französischen reformierten Kirche. Bei den Basotho hielt er sich von 1833 bis 1855 auf, unter anderem mit Thomas Arbousset. Neben seiner Missionstätigkeit war er als Berater des morena Moshoeshoe I. tätig, insbesondere in außenpolitischen Fragen. Er beschäftigte sich mit der Linguistik des Sesotho und verfasste darüber 1841 als erster Europäer ein Werk. Nach seiner Rückkehr nach Paris war Casalis als Direktor der Pariser Missionsgesellschaft und mit der Ausbildung von Missionaren beschäftigt. Er veröffentlichte 1859 eine Monographie über die Basotho. Seine Erinnerungen über sein Leben als Missionar im südlichen Afrika wurden auch ins Deutsche übersetzt.
Casalis war zweimal verheiratet. Vier seiner Kinder waren als Missionare oder Ärzte in Basutoland tätig. Die von Casalis gegründete Kirche ist heute als Lesotho Evangelical Church in Southern Africa nach der katholischen Kirche die zweitgrößte Glaubensgemeinschaft Lesothos.

## Werke
- Les Bassoutos. Paris 1859 (engl. unter dem Titel: The Basutos: or twenty-three years in South Africa. Nisbet, London 1861) Digitalisat
- Meine Erinnerungen. Verlag der Deutschen Orient-Mission. Berlin 1901. Der Textauszug Ankunft in Kapstadt ist mit einer Kurzbiografie erschienen in: Von Grönland bis Lambarene. Reisebeschreibungen christlicher Missionare aus drei Jahrhunderten. Herausgegeben von Johannes Paul. Evangelische Verlagsanstalt Berlin 1952 (S. 50–62) = Kreuz-Verlag, Stuttgart 1958, S. 47–59.
- My Life in Basutoland: A Story of Missionary Enterprise in South Africa. C. Struik, Cape Town 1971, 2. Auflage auf Englisch. Faksimile der Ausgabe der Religious Tract Society von 1889.[3]
- Mes Souvenirs. 4. Auflage. Librairie Fischbacher, Paris 1886[2]
- Eugène Casalis: Études sur la langue Séchuana. A L'Imprimerie Royale, 1841 (Volltext in der Google-Buchsuche).